# Kravany, Trebišov
Kravany este o comună slovacă, aflată în districtul Trebišov din regiunea Košice. Localitatea se află la altitudinea de 170 m deasupra n.m., se întinde pe o suprafață de 6,33 km2 și în 2017 număra 361 de locuitori.

## Istoric
Localitatea Kravany este atestată documentar din 1339.

## Demografie
| An:                | 1994 | 2004   | 2014   | 2024   |
| ------------------ | ---- | ------ | ------ | ------ |
| Număr de persoane: | 334  | 337    | 351    | 362    |
| Diferență:         |      | +0,89% | +4,15% | +3,13% |

| An:                | 2023 | 2024   |
| ------------------ | ---- | ------ |
| Număr de persoane: | 369  | 362    |
| Diferență:         |      | −1,89% |